# Janez Čuček
Janez Čuček, slovenski novinar, urednik, nekdanji voditelj TV Dnevnika,  pisatelj in prevajalec, * 28. januar 1937, Celje, † 4. april 2024. 
Študiral je pravo in končal prvostopenjski študij novinarstva na ljubljanski Visoki šoli za politične vede. Zaposlen je bil pri časopisu Dnevnik (1959-1978), nato do 1998 na Televiziji Sloveniji, med drugim kot urednik zunanjepolitičnega uredništva ter voditelj in urednik televizijskega Dnevnika. Od 1978 do 1998 je Dnevnik tudi vodil. Je avtor več knjig in dokomentarnih oddaj za Televizijo Slovenija, nekaj knjig je tudi prevedel. Za življenjsko delo je leta 1998 prejel nagrado Društva novinarjev Slovenije.
Med drugim je po koncu aktivne kariere pisal kolumne za Pilot, prilogo časnika Dnevnik, in za RTV Slovenija vodil oddaje za tretje življenjsko obdobje.

## Izbrana bibliografija - monografije
- Sramota umira počasi : slovenska politična emigracija (1979, 1980) (COBISS)
- Terorizem (1981) (COBISS)
- Stoletje svetovnih vojn (1981) (COBISS)
- Med Kubo in Indijo (1983) (COBISS)
- Ostanite še naprej z nami (roman, 1988)  (COBISS)
- Življenje je danes (1988)
- Dvanajst norih mož (roman, 1996) (COBISS)